# Polyphylla avittata
Polyphylla avittata är en skalbaggsart som beskrevs av Hardy 1978. Polyphylla avittata ingår i släktet Polyphylla och familjen Melolonthidae. Inga underarter finns listade i Catalogue of Life.